# Східна Фризія

Мапа Східної Фризії

Прапор з гербом Східної Фризії

53°28′ пн. ш. 7°29′ сх. д. / 53.47° пн. ш. 7.49° сх. д.
Східна Фризія (нім. Ostfriesland) — регіон в землі Нижня Саксонія, на крайньому Північному Заході Федеративної Республіки Німеччина. До її складу входять райони Аурих, Лер та Віттмунд, а також позарайонне місто Емден. Східна Фризія лежить на узбережжі Північного моря та включає також розташовані біля основного суходолу Східно-Фризькі острови Боркум, Юст, Нордернай, Бальтрум, Лангеог, та Шпікерог.
В регіоні живуть приблизно 465 000 осіб на території 3144,26 км². Регіон вважається негусто заселеним в порівнянні з середньою густотою населення по державі. Над регіоном не домінує жодне велике місто. Структуру регіону визначають 5 середніх міст, що до нього належать (Емден, Аурих, Лер, Норден та Віттмунд), рівно як 5 маленьких містечок та численна кількість сіл.
Регіон упродовж сторіч спеціалізувався на сільському господарстві, рибальстві, та — особливо в деяких містах — на торгівлі. До цього відноситься в портових містах, зокрема, морська торгівля. Будівництво гребель і меліорація вперше зробили можливим сільськогосподарське використання земель у зоні припливів. Відтоді туризм, передусім на островах та узбережжі, перетворився на основне промислове ядро високого значення для регіональної економіки. Щоправда, сільське господарство також зайняло важливо позицію — в культурному плані, та також економічному. Попри економічний прогрес минулих десятиліть, Східна Фризія все ще належить до структурно погано розвинених регіонів, з сильною залежністю від невеликої кількості галузей та низьким числом великих підприємств.
Через сторіччя порівняної ізоляції суходольної частини великими болотами на півдні Східної Фризії та одночасно виходу до моря, частково регіон Німеччини розвивався досить незалежно. Також цьому посприяли тісні зв'язки з Нідерландами. Це проявляється також зараз, в культурному відношенні та політичному просторі (намаганнями керувати Східно Фризькими установами та організаціями, та, де можливо та є сенс, не зливатись з установами поза Східною Фризію). Дана місцевість вважається основним осередком застосування нижньонімецікого діалекту німецької мови (нім. plattdeutsch). Приблизно 50% населення розмовляють на діалекті Ostfriesisches Platt.

## Географія

### Розташування і територія
Східна Фризія, розташована на узбережжі Північного моря, є крайнім північно-західним регіоном Німеччини. В загальному є різниця між Східною Фризією в історико-політичному сенсі (про це йде мова в даній статті), та географічному визначенні Східної Фризії, котре є значно ширшим. Слово «східна» в Східна Фризія означає східну частину історичної місцевості Фризії, на противагу частині, що називають Західна Фризія. Окрім цих двох регіонів, є також Північна Фризія, розташована на північному заході землі Шлезвіг-Гольштейн.

### Клімат
Східна Фризія розташована в помірно теплій зоні з опадами упродовж усього року. Температури через близькість до Північного моря відносно сталі, літо тепле — у середньому температура становить 20 °C, та лише декілька днів на рік досягається позначка у 30 °C. Зими в загальному м'які та вологі, з дуже нечастими сніговими опадами, проте легкий мороз можливий будь-коли. Дуже рідко температури досягають −10 °C. В місті Аурих у центрі регіону середньорічна температура становить 8,4 °C.

### Населення
В Східній Фризії живуть приблизно 465 000 осіб на території 3144,26 км². Густота населення становить 148 жителів на квадратний кілометр. За цим показником регіон перебуває значно нижче середнього рівня густоти населення по Німеччині (230 жителів/km²), та також нижче середнього рівня густоти населення землі Нижня Саксонія (168 жителів/km²).
Найбільші за населенням міста — Емден (51 742 жителів); Аурих (40 651), Лер (34 128), Норден (25 147) та Вітмунд (21 465). Найгустонаселенішим із цих міст є Лер. Найменше поселення в регіоні — Балтрум, заселяє 479 жителів.
В регіоні спостерігається народжуваність на рівні вище середнього по країні.
| Рік  | Населення |
| ---- | --------- |
| 1823 | 142 114   |
| 1833 | 153 671   |
| 1842 | 167 469   |
| 1867 | 193 876   |
| 1871 | 193 044   |
| 1885 | 211 825   |
| 1895 | 228 040   |
| 1905 | 251 666   |
| 1925 | 290 517   |

| Рік  | Населення |
| ---- | --------- |
| 1939 | 295 687   |
| 1948 | 390 334   |
| 1950 | 391 570   |
| 1960 | 359 175   |
| 1970 | 402 094   |
| 1980 | 412 079   |
| 1990 | 415 261   |
| 2000 | 454 808   |
| 2007 | 465 170   |

## Культура

### Мова
Розмовна мова в Східній Фризії — Ostfriesische Platt, нижньосаксонський різновид нижньонімецької мови. Сьогодні Східна Фризія належить до небагатьох регіонів з відносно незіпсованою нижньонімецькою мовою. Точних цифр немає, але вважається, що близько 50% населення Східної Фризії розмовляють цією мовою. Це зумовлено, передусім, східнофризьким ландшафтом, та також допомогою двомовного виховання в дитячих садках та початкових школах.

### Визначні місця

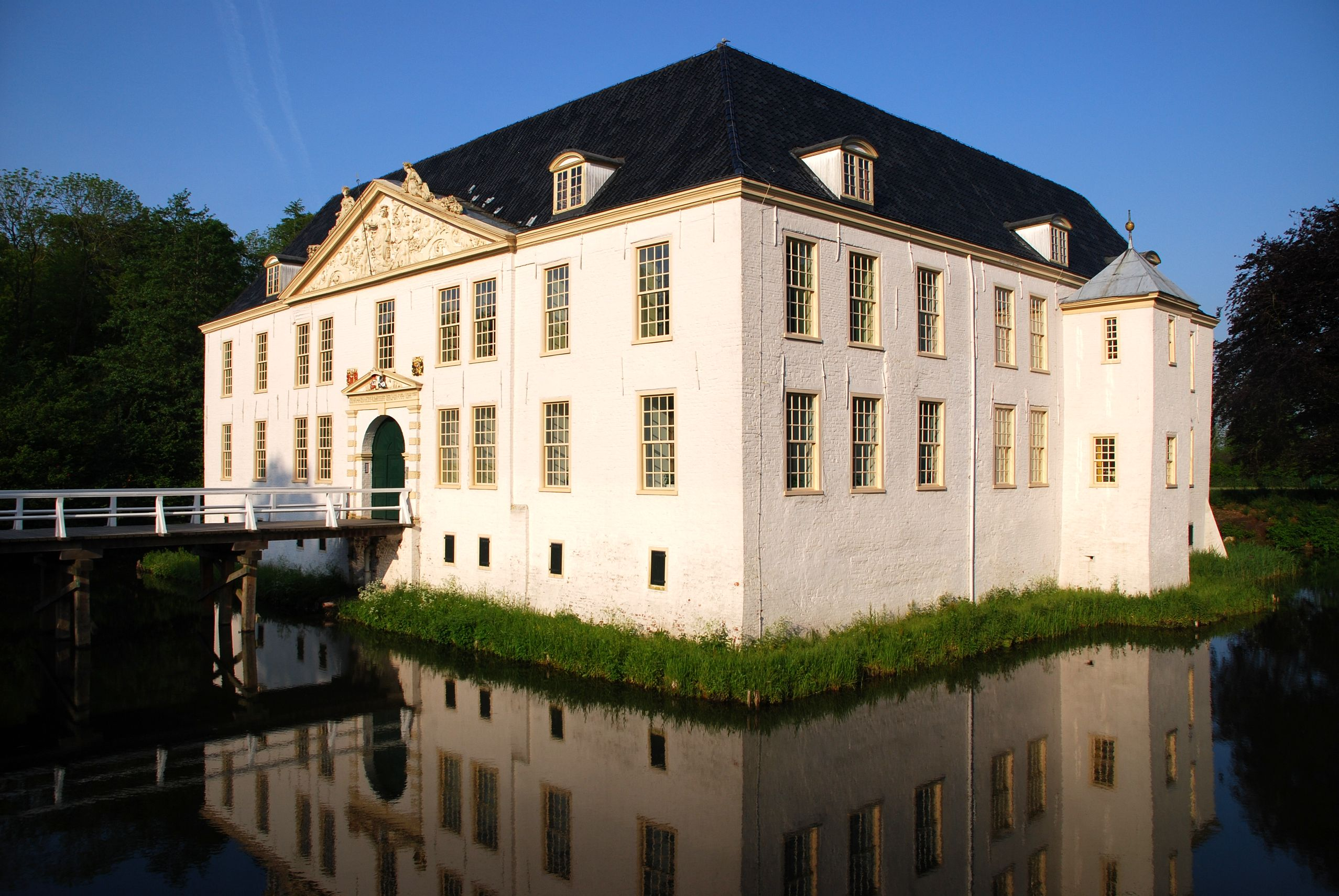
Норденбург

У Східній Фризії збереглось багато пам'ятників архітектури. Зважаючи на структуру Східної Фризії, їх можна знайти не лише в містах, але також і в багатьох селах.
Серед видатних архітектурних сакральних будівель можна назвати церкву Лунгері (Ludgeri-Kirche) в місті Норден, а також Neue Kirche (нова церква) та Große Kirche (Велика церква) в місті Емден.
До видатних музеїв регіону належать Kunsthalle (художня галерея) в місті Емден, Ostfriesische Landesmuseum, та інші. Східна Фризія раніше була багата на монастирі.

### Їжа та напої

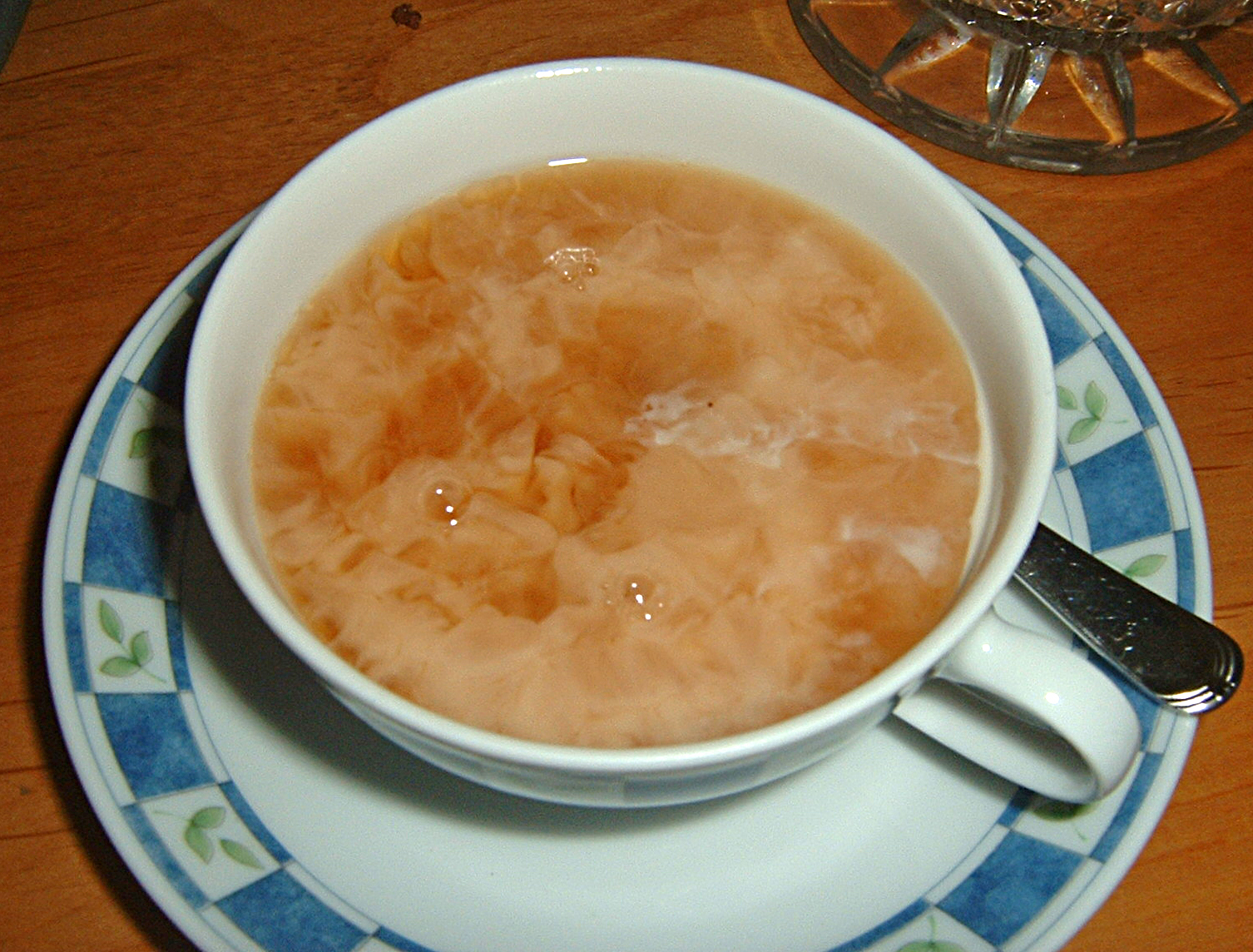
Чашка східнофризького чаю

Разюча особливість Східної Фризії — високе споживання чаю — близько 2,5 кілограмів на душу в рік — приблизно в 10 разів більше ніж у середньому в інших частинах Німеччини. Уже в XVII сторіччі перший чай прийшов через Нідерланди та Велику Британію до Східної Фризії. Через близько 100 років чай був широко розповсюдженим практично в усіх прошарках суспільства, що зокрема забезпечило скорочення високого до того вживання пива. В 1806 році була заснована фірма Bünting, що торгує чаєм, та існує до сьогодні. Вона заснувала та змішала справжній східнофризький чай. Гостям в Східній Фризії традиційно пропонують чай як знак вітання. Відповідно до старого обряду «Dree is Oostfresenrecht» (нижньонімецькою — Три — обов'язок у Східній Фризії), часто п'ють щонайменше по 3 чашки чаю.